# أغنيس مولدر
أغنيس مولدر (بالهولندية: Agnes Mulder) (و. 1973  م) هي سياسية هولندية، ولدت في هاردنبيرخ، هي عضوةٌ حزب النداء الديمقراطي المسيحي (منذ 1994).

## مناصب
تولت منصب عضو مجلس نواب هولندا ‏ (منذ 20 سبتمبر 2012).